# Петриковский поселковый совет
Петриковский поселковый совет (укр. Петриківська селищна рада) — входит в состав
Петриковского района
Днепропетровской области
Украины.
Административный центр поселкового совета находится в 
пгт Петриковка.

## Населённые пункты совета
- пгт Петриковка
- с. Кулишево
- с. Сотницкое
- с. Малая Петриковка